# Neonothopanus
Genre
Neonothopanus est un genre de champignons de la famille des Omphalotaceae.

## Liste d'espèces
Selon Catalogue of Life (22 octobre 2019) et Index Fungorum (22 octobre 2019) :
- Neonothopanus gardneri (Berk. ex Gardner) Capelari, Desjardin, B.A. Perry, T. Asai & Stevani 2011
- Neonothopanus hygrophanus (Mont.) De Kesel & Degreef 2011
- Neonothopanus nambi (Speg.) R.H. Petersen & Krisai 1999